# Episodi de L'ispettore Barnaby (dodicesima stagione)
La dodicesima stagione del telefilm L'ispettore Barnaby è andata in onda nel Regno Unito dal 22 luglio 2009 al 14 aprile 2010 sul network ITV.
| nº | Titolo originale       | Titolo italiano           | Prima TV UK       | Prima TV Italia  |
| -- | ---------------------- | ------------------------- | ----------------- | ---------------- |
| 1  | The Dogleg Murders     | Omicidi sul campo da golf | 22 luglio 2009    | 19 marzo 2009    |
| 2  | The Black Book         | Il taccuino nero          | 5 agosto 2009     | 26 marzo 2009    |
| 3  | Secrets And Spies      | Segreti e spie            | 29 luglio 2009    | 31 ottobre 2009  |
| 4  | The Glitch             | Il bug                    | 23 settembre 2009 | 7 novembre 2009  |
| 5  | Small Mercies          | Il villaggio in miniatura | 28 ottobre 2009   | 14 novembre 2009 |
| 6  | The Creeper            | L'ombra furtiva           | 27 gennaio 2010   | 21 novembre 2009 |
| 7  | The Great And The Good | Gli incubi della maestra  | 14 aprile 2010    | 28 novembre 2009 |